# Moca metriodoxa
Moca metriodoxa är en fjärilsart som beskrevs av Edward Meyrick 1906. Moca metriodoxa ingår i släktet Moca och familjen Immidae. Inga underarter finns listade i Catalogue of Life.